# U2 3D

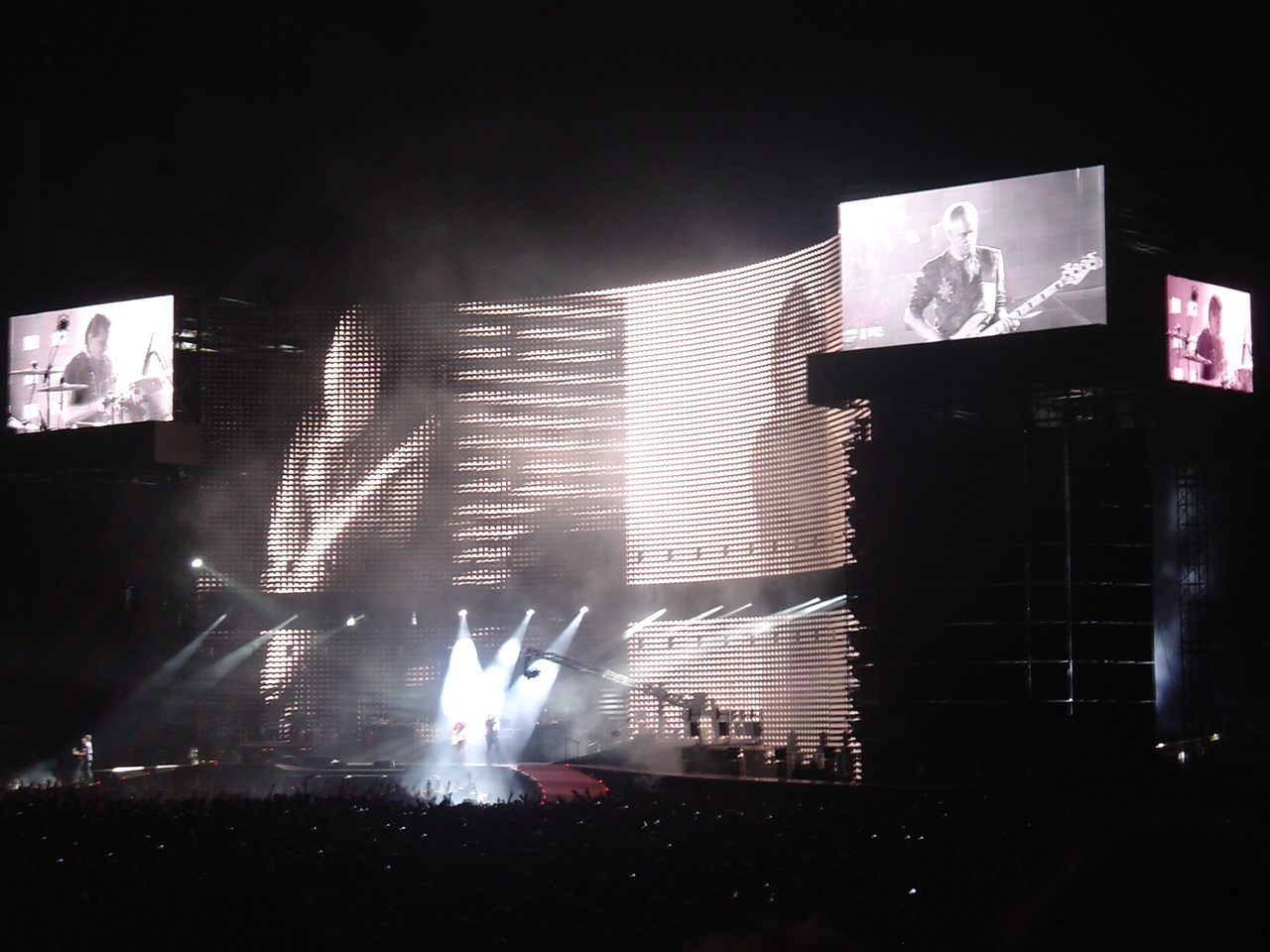
U2 3D в Сантьяго

U2 3D — видеоверсия концертов тура 2006 года «Vertigo Tour» группы U2. В фильме использован материал, отснятый в ходе 9 концертов на 18 камер, смонтированный затем в 85-минутный фильм из 14 песен. Проект является экспериментом с новыми технологиями 3D-кино, созданными компанией 3ality Digital в 2005 году. Группа утверждает, что фильм был снят не для получения прибыли, а скорее для демонстрации новых 3D-технологий широкой публике.

## Список композиций
1. «Vertigo»
2. «Beautiful Day»
3. «New Year's Day»
4. «Sometimes You Can't Make It on Your Own»
5. «Love and Peace or Else»
6. «Sunday Bloody Sunday»
7. «Bullet the Blue Sky»
8. «Miss Sarajevo» / Чтение фрагментов Всеобщей декларации прав человека
9. «Pride (In the Name of Love)»
10. «Where the Streets Have No Name»
11. «One»

Вызов «на бис»
1. «The Fly»
2. «With or Without You»

Титры
1. «Yahweh»